# Fort Corcoran
Le fort Corcoran est une fortification de terre et de bois réalisée par le corps du génie de l'armée des États-Unis pour l'Armée de l'Union, se trouvant en Virginie dans le comté d'Arlington et faisant partie des défenses de Washington durant la Guerre de Sécession. Il fut construit en 1861 peu après l'occupation du comté par les forces de l'Union et utilisé jusqu'en 1866, à la fin de la guerre, où il fut démantelé.

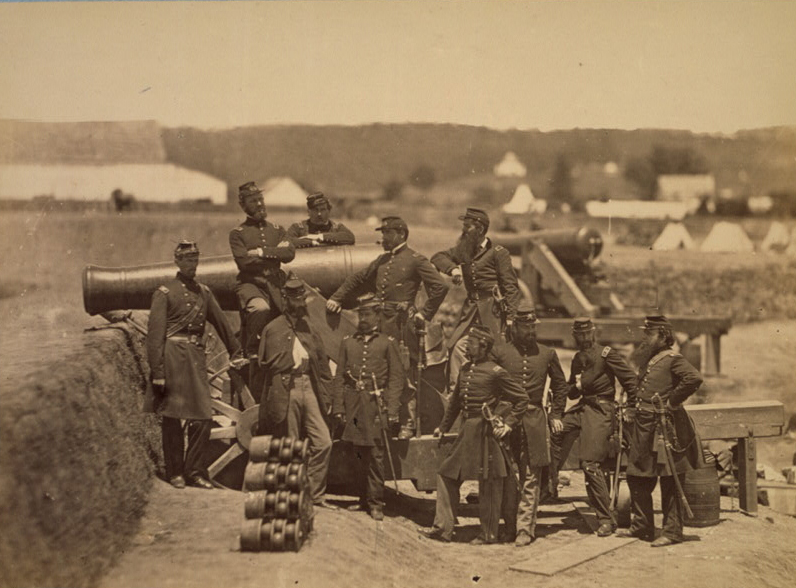
Officiers de l'Armée de l'Union en 1861 à Fort Corcoran